# Aventuras com Tio Maneco
Aventuras com Tio Maneco é um filme brasileiro, do gênero comédia, realizado em 1971 e dirigido pelo também ator Flávio Migliaccio. O filme possui trechos em desenho animado de Ely Barbosa e que incluem caricaturas dos protagonistas, feitas por Ziraldo. O personagem "Tio Maneco" teve uma série de TV chamada As Aventuras do Tio Maneco, além de estrelar outros longas-metragens: O Caçador de Fantasma (1975), Maneco, O Super Tio (1980) e Os Porralokinhas (2007).

## Enredo
O casal de classe média carioca Alfredo e Júlia se apavora com as férias de fim de ano dos três filhos meninos e tenta se esconder em casa pois sabem que nessa época receberão a visita do Tio Maneco, irmão de Júlia. Maneco tem espírito aventureiro e sempre leva seus três sobrinhos, que o adoram, para diversas viagens que, nos últimos anos, acabaram em manchetes nas primeiras páginas dos jornais: num ano ficaram perdidos por mais de 100 dias numa jangada no mar, no outro se enroscaram na fiação elétrica quando o tio tentou dar a volta ao mundo em um balão e assim por diante. Apesar da tentativa, Maneco consegue que os pais concordem com uma nova viagem dele com os sobrinhos e dessa vez ele leva as crianças para o Mato Grosso, onde o avô delas (pai de Maneco) estaria tendo contato com seres de outro planeta. Maneco chega tarde e o avô já tinha se embrenhado na selva, forçado por um poderoso robô alienígena a guiá-lo até uma aldeia de índios em busca da "flor do espírito aventureiro e do conhecimento". Na tentativa de resgatar o avô e de avisar os índios, Maneco se separa dos sobrinhos que acabam perdidos na selva e, depois, prisioneiros de contrabandistas.

## Elenco
- Flávio Migliaccio - Tio Maneco
- Odete Lara...Julia
- Mauro Farias...Mário
- Luiz Mário Farias...Beto
- Maurício Farias...Zequinha
- Wálter Forster...Alfredo
- Rodolfo Arena...Avô
- Milton Villar...Bandido
- Alfredo Murphy